# Aminobutirraldeide deidrogenasi
La amminobutirraldeide deidrogenasi è un enzima appartenente alla classe delle ossidoreduttasi, che catalizza la seguente reazione:
4-amminobutanale + NAD+ + H2O ⇄ 4-amminobutanoato + NADH + 2 H+
L'enzima di alcune specie esibisce ampia specificità di substrato e ha una marcata preferenza per le aldeidi a catena ramificata (più di 7 atomi di C) come substrati [9]. L'enzima delle piante agisce anche sul 4-guanidinobutanale. Poiché la 1-pirrolina ed il 4-amminobutanale sono in equilibrio e possono essere convertiti uno nell'altro spontaneamente, la 1-pirrolina può agire come substrato di partenza. L'enzima forma parte della via del catabolismo dell'arginina[8], e appartiene alla categoria delle aldeide deidrogenasi [9].